# Kostel svatého Jiří a svatého Martina (Martínkovice)
Kostel svatého Jiří a svatého Martina je římskokatolický kostel v Martínkovicích. Je chráněn jako kulturní památka a od 1. července 2022 také jako národní kulturní památka.

## Historie
Kostel je jako farní zmiňován roku 1384. V roce 1650 byla ke gotickému kostelu přistavěna věž, která jako jediná byla zachována při stavbě raně barokního kostela za opata Tomáše Sartoria v letech 1692–1698. Jako jediný z broumovské skupiny barokních kostelů nebyl navržen Dientzenhofery, ale jeho autorem je zřejmě Martin Allio z Löwenthalu a kostel stavěl jeho synovec Jan Baptista Allio.

### Program záchrany architektonického dědictví
V rámci Programu záchrany architektonického dědictví bylo v letech 1995–2014 na opravu památky čerpáno 9 075 000 Kč.
| rok    | 2001  | 2002  | 2003 | 2004 | 2005 | 2006 | 2007 | 2008 | 2009 | 2010 | 2011 | 2012 |
| ------ | ----- | ----- | ---- | ---- | ---- | ---- | ---- | ---- | ---- | ---- | ---- | ---- |
| částka | 1 980 | 1 500 | 800  | 700  | 825  | 445  | 500  | 500  | 500  | 500  | 405  | 420  |

## Stavba
Raně barokní kostel má půdorys ve tvaru řeckého kříže. Kostel je obklopen užívaným hřbitovem obkrouženým udržovanou zdí. Z vnější strany ke zdi přiléhají zastavení křížové cesty. Obrazy Kristovy pouti až na dva vzaly za své, německé popisy jsou dosud dobře čitelné.

## Interiér
Fresky s tématem Nanebevzetí Panny Marie, scén ze života patronů kostela sv. Jiří a sv. Martina a sv. Cecilií nad kruchtou jsou dílem F. A. Schefflera. V pondělí 5. dubna 1999 při bohoslužbách byl posvěcen nový oltářní obraz patrona chrámu sv. Jiří a Martína. Autorem obrazu je Vjačeslav Iljašenko. Na oltářním obraze může návštěvník rozpoznat tvář tehdejšího broumovského vikáře P. Norberta Josefa Zemana. Ten se nechal vymalovat jako žebrák, jehož zahaluje pod svůj plášt svatý Martin. Tím chtěl broumovský vikář upozornit na současnou finanční situaci v církvi.
Na hlavním oltáři jsou sochy sv. Vavřince a sv. Štěpána z doby kolem roku 1700.

## Varhany
Jednomanuálové varhany se 744 píšťalami postavil v letech 1769–1771 broumovský varhanář Franz Süssmuth a hrávalo se na ně pravidelně při bohoslužbách až do sedmdesátých let dvacátého století. Jsou jediné dochované tohoto varhanáře. Opraveny byly v roce 2010. 

## Galerie

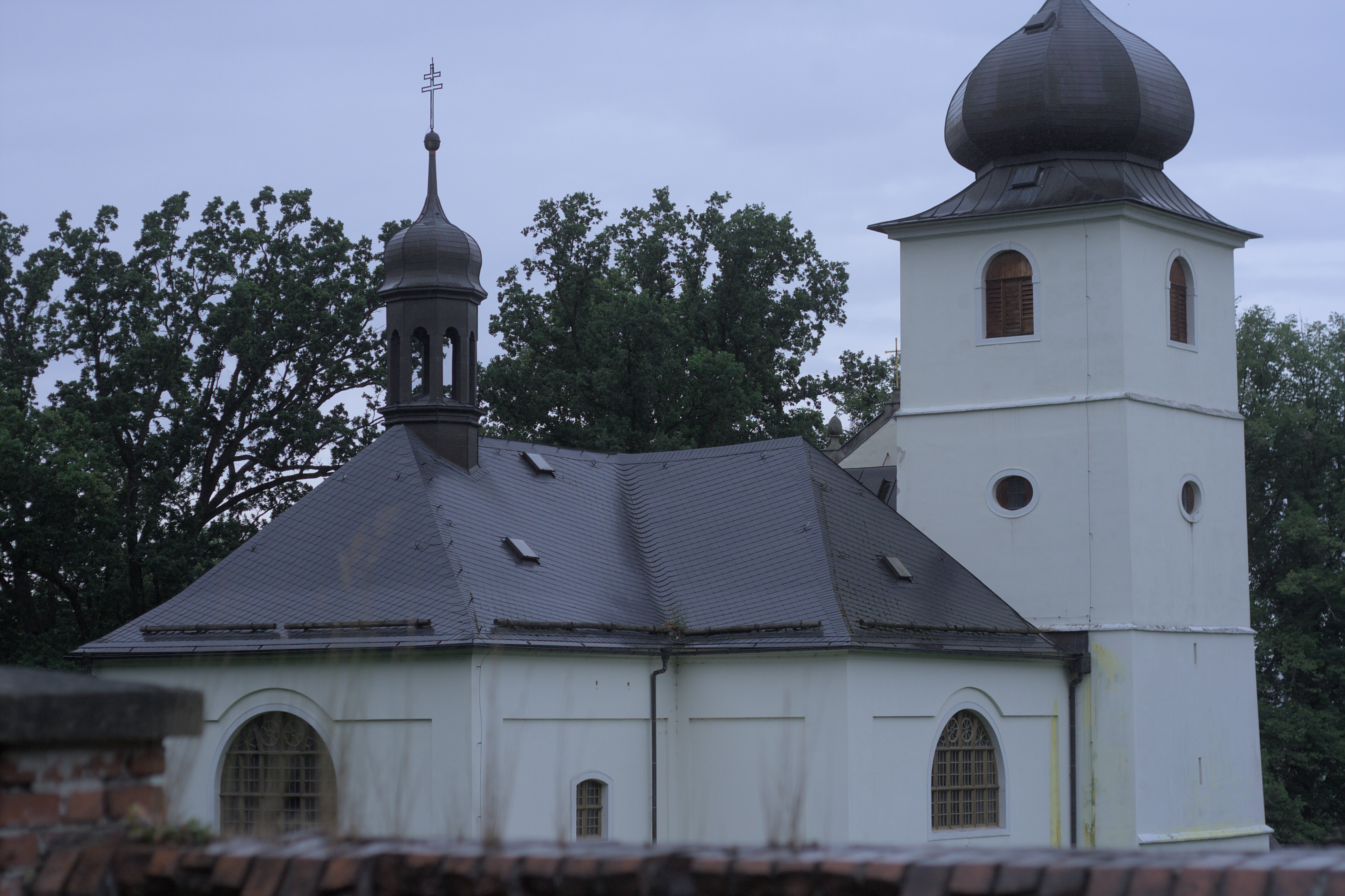
Pohled z jihu
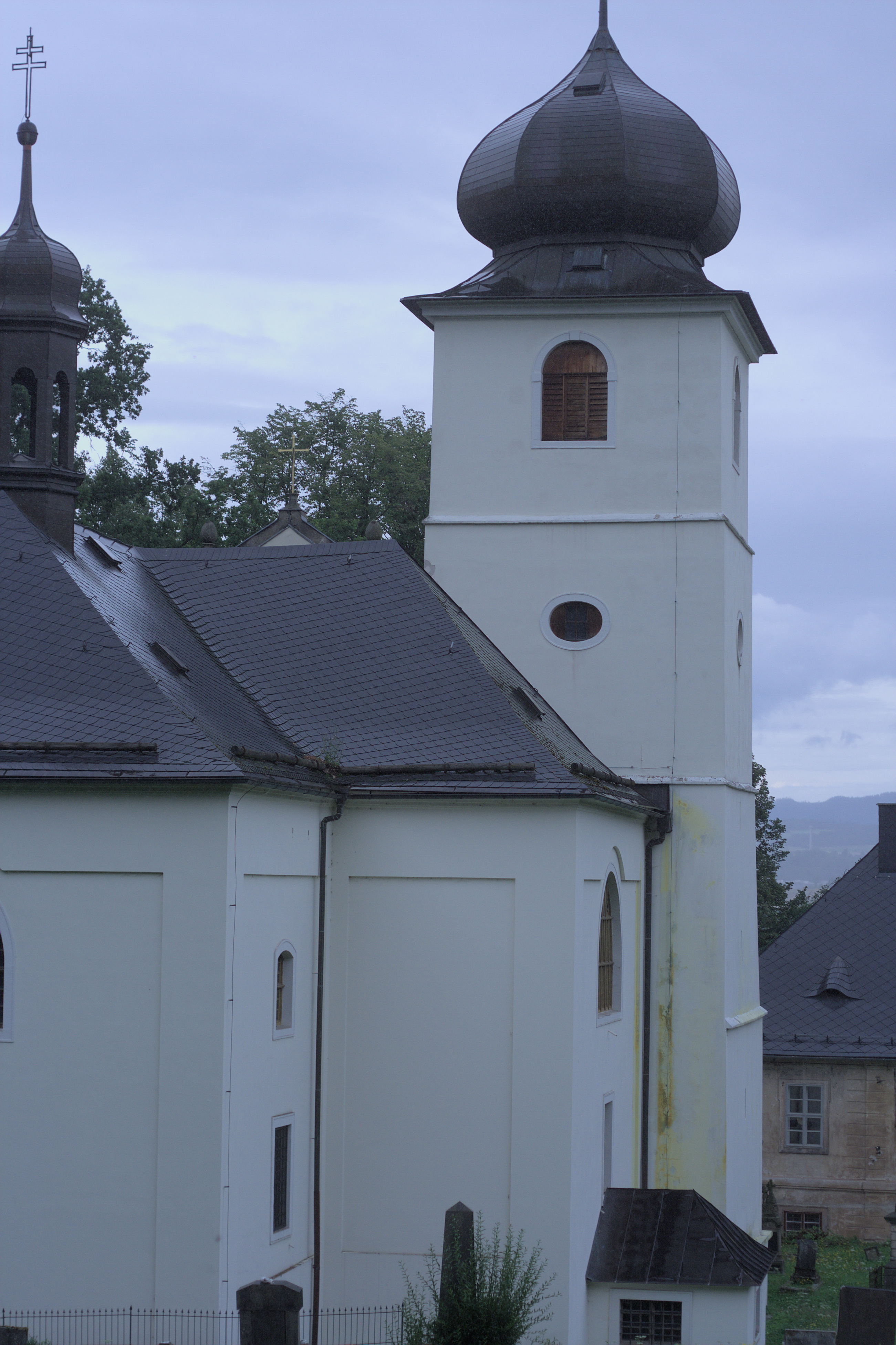
Věž
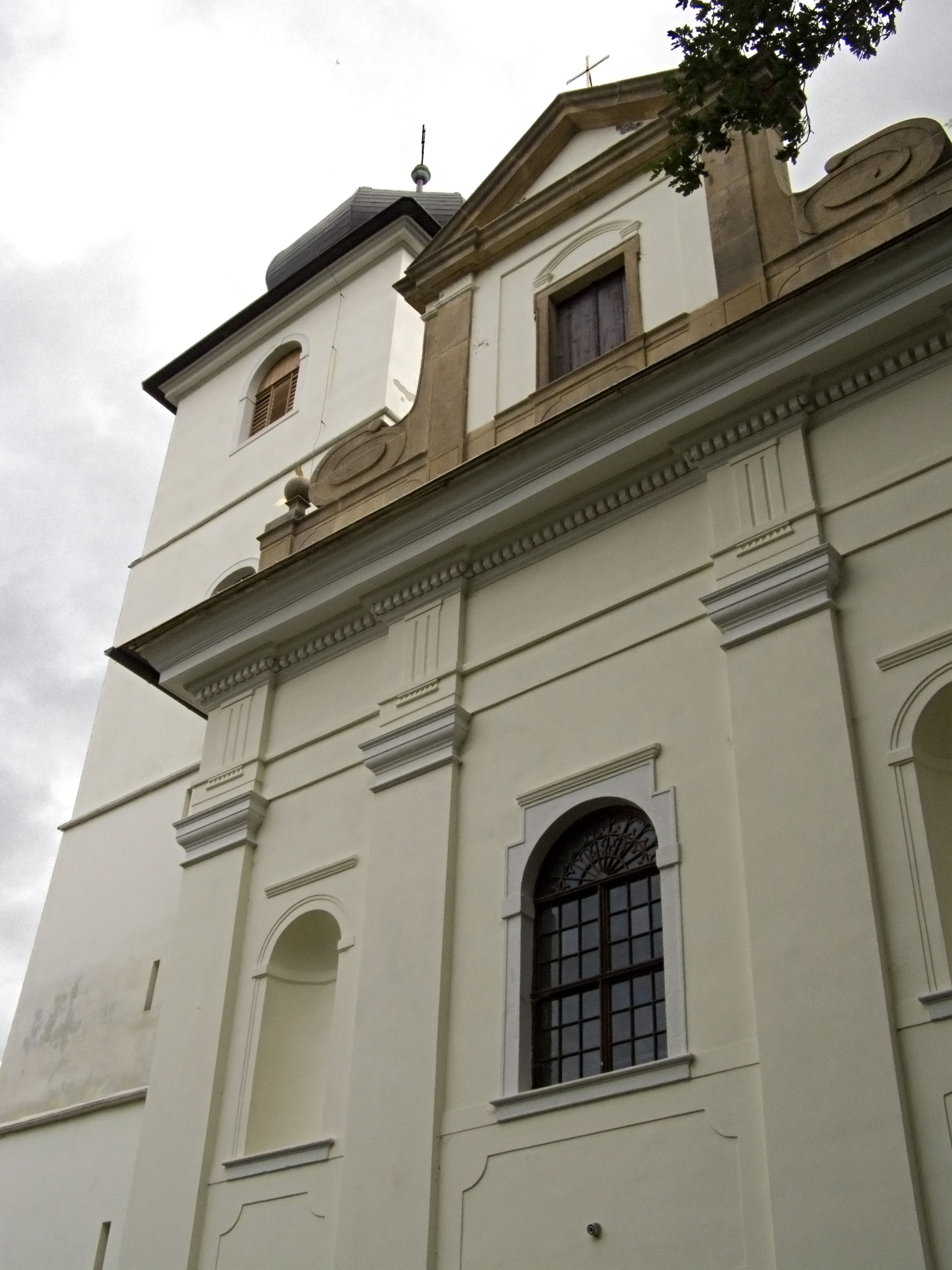
Průčelí
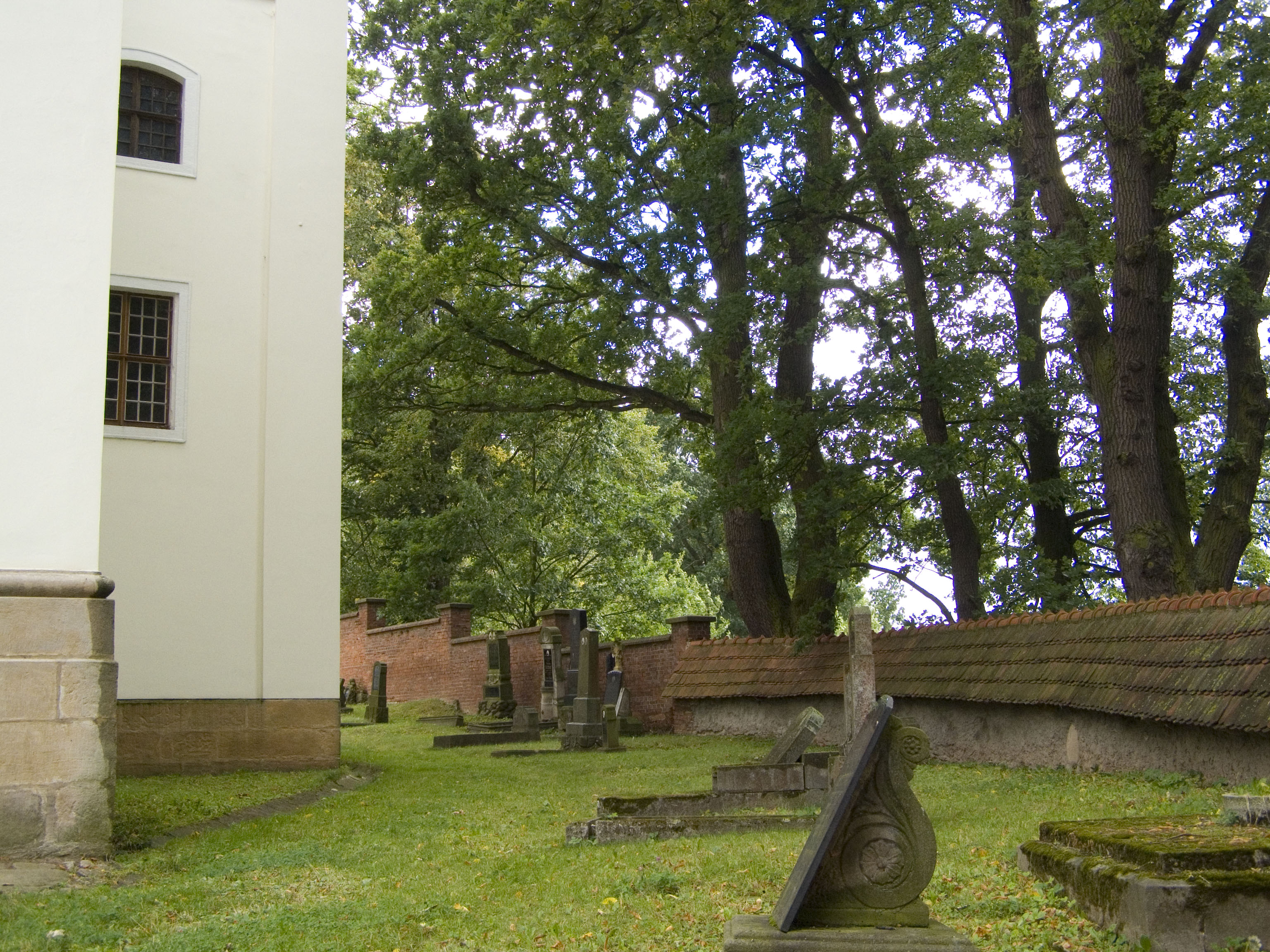
Hřbitov
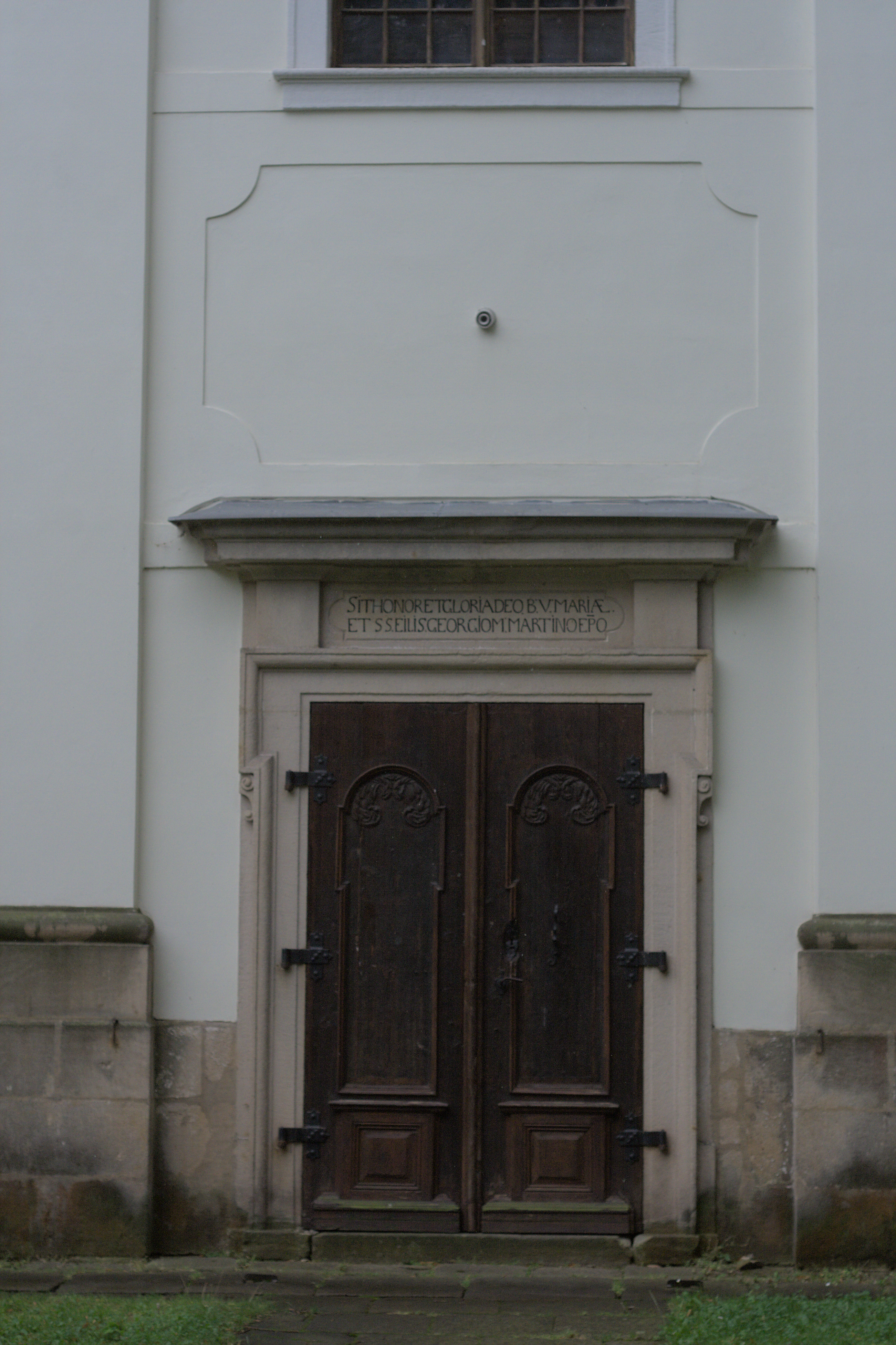
Vstup do kostela
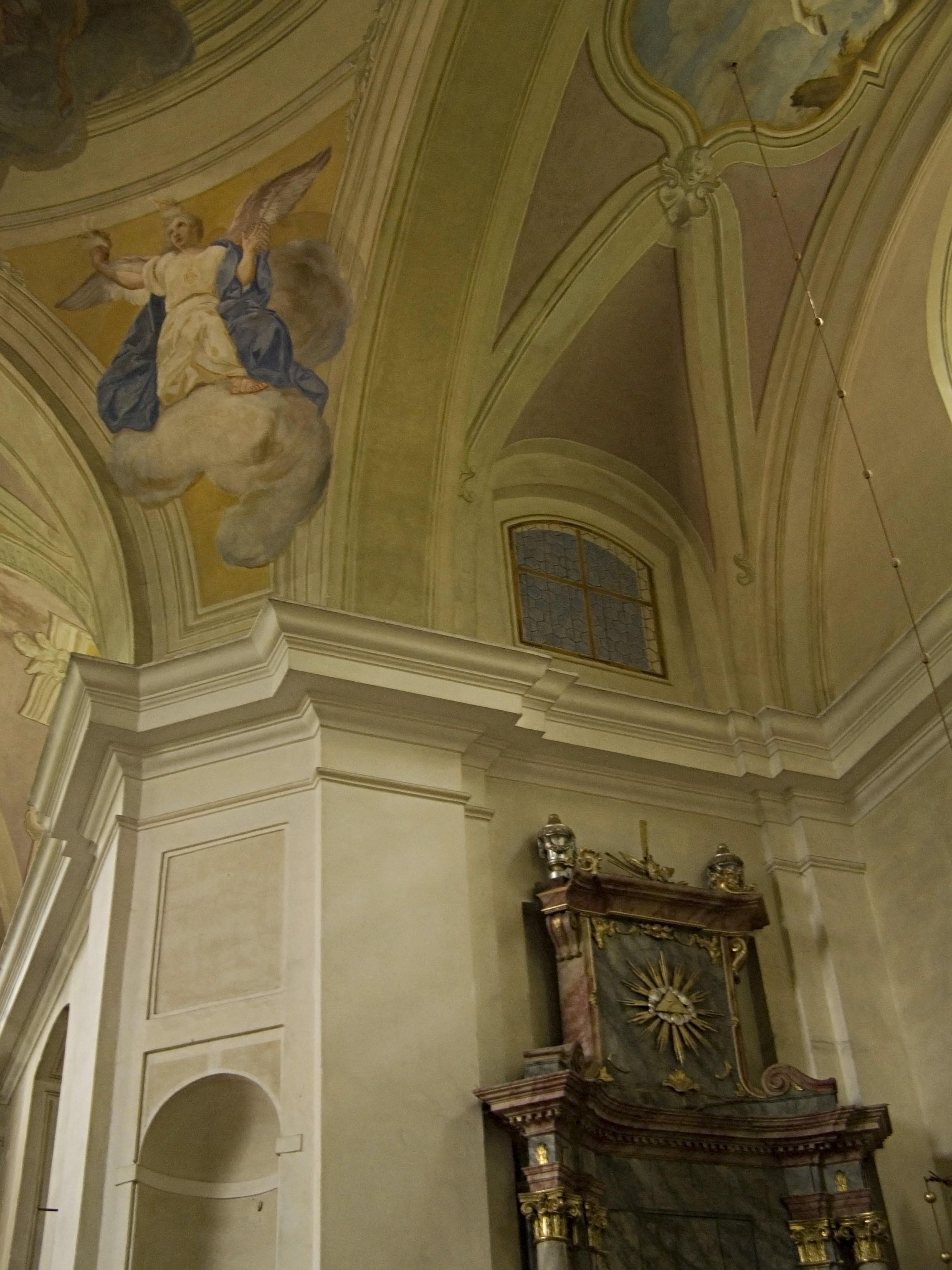
Klenba
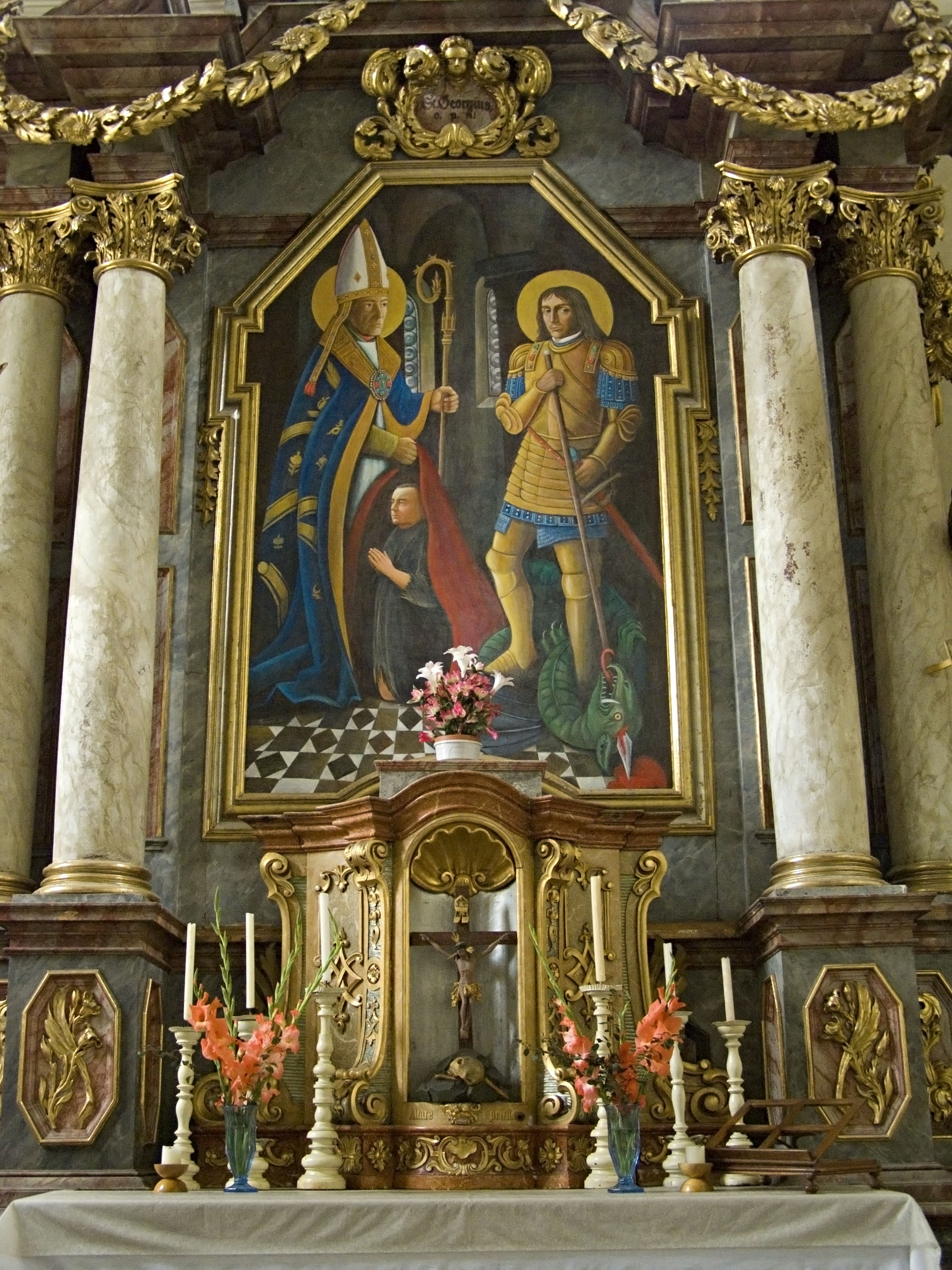
Moderní oltářní obraz svatého Martina (vlevo) a svatého Jiří (vpravo) na místě původního zcizeného
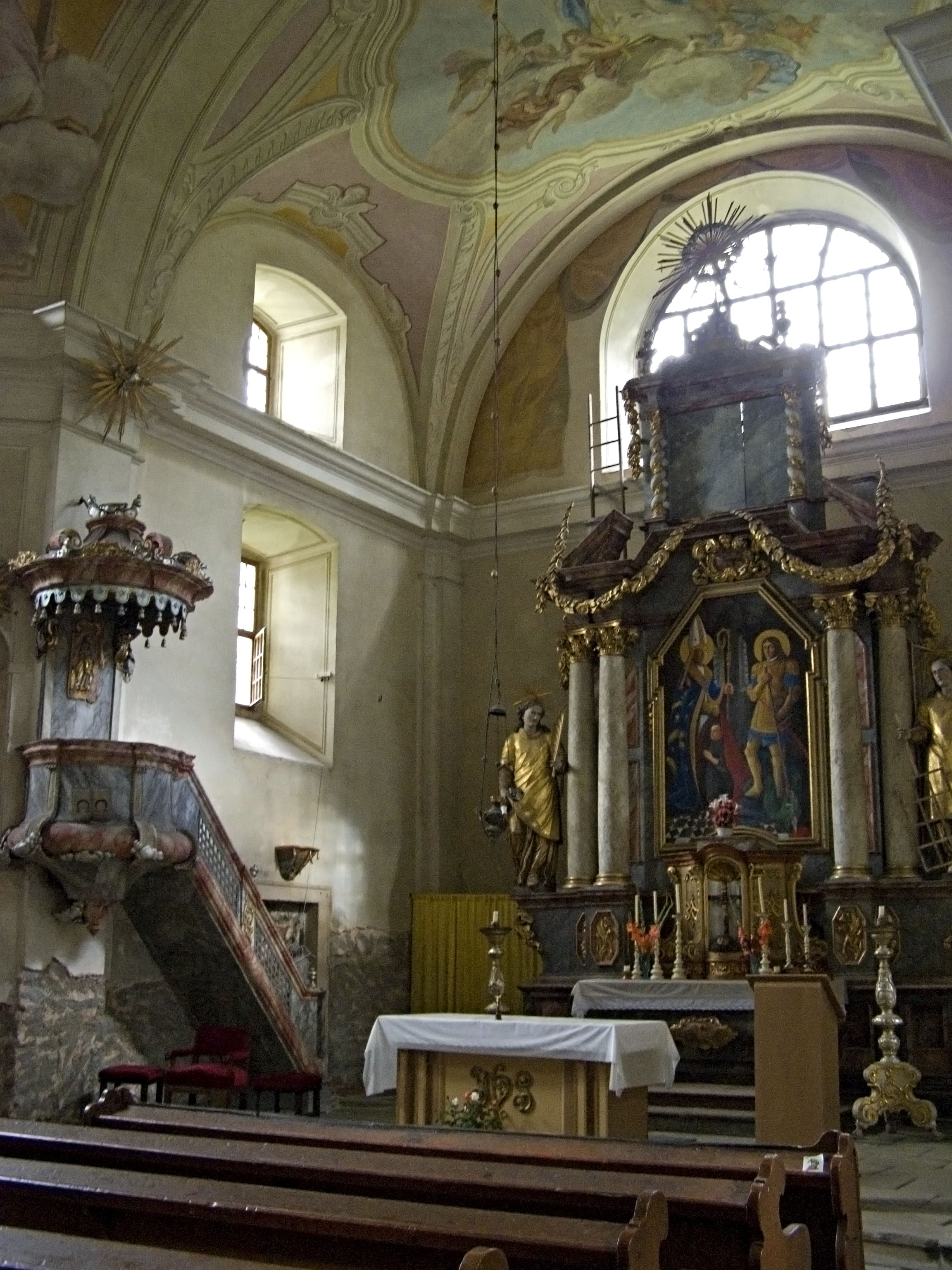
Oltář